# Vital Albin
Vital Albin, né le 31 juillet 1998, est un coureur cycliste suisse spécialiste de VTT cross-country.

## Palmarès

### Championnats du monde
- Nové Město na Moravě 2016
  -  Médaillé d'argent du cross-country juniors
  -  Médaillé de bronze du relais mixte
- Mont Saint-Anne 2019
  -  Médaillé de bronze du cross-country espoirs

### Coupe du monde
- Coupe du monde de cross-country espoirs
  - 2019 : 21e du classement général

- Coupe du monde de cross-country élites
  - 2021 : 35e du classement général
  - 2022 : 18e du classement général
  - 2023 : 19e du classement général
  - 2024 : 58e du classement général

- Coupe du monde de cross-country short track
  - 2022 : 26e du classement général
  - 2023 : 17e du classement général
  - 2024 : 43e du classement général

### Championnats d'Europe
- Jönköping 2016
  -  Champion d'Europe du relais mixte
  -  Médaillé d'argent du cross-country juniors
- Monte Tamaro 2020
  -  Médaillé d'argent du cross-country espoirs
- Novi Sad 2021
  -  Médaillé d'argent du relais mixte
- 2022
  - 9e du cross-country

### Championnats nationaux
- 2016
  -  Champion de Suisse de cross-country juniors